# Angelina Melnikova
Angelina Melnikova (Voronezj, 18 juli 2000) is een Russische gymnaste. Ze behaalde elf medailles op wereldkampioenschappen en op Olympische Spelen samen.

## Carrière

### 2016 - 2020
In 2016 nam Melnikova als zestienjarige deel aan de Europese kampioenschappen in Bern. Het Russische team won goud en individueel werd ze vijfde op balk.
Ze werd geselecteerd om Rusland te vertegenwoordigen op de Olympische Spelen in Rio samen met Alia Moestafina, Maria Paseka, Darja Spiridonova en Seda Toetchaljan. In de kwalificatieronde deed ze het niet zo goed, waardoor ze zich voor geen enkele individuele finale kon plaatsen. In de teamfinale haalde ze met het Russische team de zilveren medaille.
In 2017 tekende Melnikova opnieuw present op de Europese kampioenschappen. Tijdens de kwalificatie viel ze van de balk en de brug, maar deed ze het goed op de sprong en de vloer. Ze werd uiteindelijk achtste in de sprongfinale en haalde de gouden medaille in de vloerfinale. In het najaar deed Melnikova mee aan de wereldkampioenschappen in Montreal. Ze kwalificeerde zich voor de meerkampfinale, maar werd uiteindelijk 16e omdat ze twee keer viel.
Op de Europese kampioenschappen van 2018 haalde Melknikova goud met het Russische team. Individueel werd ze tweede op sprong, derde op brug en zesde op vloer. Op de wereldkampioenschappen haalde ze zilver met het Russische team. Individueel had ze zich geplaatst voor de finales van meerkamp en vloer, waar ze uiteindelijk vijfde en vierde werd. Het verschil met de andere finalistes was heel klein: in de meerkampfinale had ze 0,1 punt minder dan zilveren finaliste Mai Murakami, 0,034 punten minder dan bronzen finaliste Morgan Hurd en 0,001 punt minder dan Nina Derwael op de vierde plek.
In 2019 haalde Melnikova brons op de meerkampfinale Europese kampioenschappen na Mélanie de Jesus dos Santos en Ellie Downie. Ze haalde zilver op brug, brons op vloer en werd vijfde op sprong.
Op de Europese Spelen won Melnikova goud op meerkamp, zilver op sprong na Teja Belak, goud op brug, en zilver op balk na Nina Derwael. 
Op de wereldkampioenschappen in Stuttgart kon Melnikova zich plaatsen voor de finales van meerkamp, vloer en brug. Ook met het Russische team gingen ze door naar de finale, waar ze de zilver haalden. In de meerkampfinale haalde Melnikova de bronzen medaille, na Simone Biles en Tang Xijing. Voor Melnikova was dit de eerste individuele medaille op een wereldkampioenschap. Op brug werd ze vierdes, na Simone Biles, Becky Downie en Sunisa Lee. In de vloerfinale haalde ze brons, na Biles en Lee.

### 2021 - 2024
In 2021 was Melnikova deel van het Russische team op de Europese kampioenschappen in Bazel, samen met Vladislava Oerazova, Viktoria Listoenova en Elena Gerasimova. Ze kwalificeerde voor de finales van meerkamp, brug, sprong en vloer. In de meerkampfinale viel ze van de brug en de balk, maar haalde toch nog zilver, na haar landgenoot Listoenova. Op brug won ze de gouden medaille, op vloer zilver na Jessica Gadirova, en op sprong brons na Giulia Steingruber en Gadirova.
Op de Olympische Spelen vertegenwoordigde Melnikova het Russische Olympisch Comité samen met Vladislava Oerazova, Viktoria Listoenova en Lilia Achajmova. (Rusland mocht als land niet meedoen met de Olympische Spelen omwille van sancties naar aanleiding van doping. De atleten konden echter wel deelnemen onder de noemer "ROC", een afkorting van Russisch Olympisch Comité.) Ze kwalificeerden zich voor de teamfinale en individueel ging Melnikova door naar de finales van meerkamp, vloer, sprong en brug. De Russische turnsters wonnen de gouden medaille in de teamfinale voor de eerste keer sinds 1992. De Amerikaanse gymnastes moesten voor de eerste keer in een decennium tevreden zijn met zilver voor het team, nadat Biles zich na de eerste rotatie terug trok uit de competitie. In de meerkampfinale zette Melnikova goede scores neer op alle onderdelen en haalde ze de bronzen medaille na Sunisa Lee en Rebeca Andrade. Dit was haar eerste Olympische medaille als individu. In de finales van sprong en brug werd ze vijfde en achtste. In de vloerfinale haalde ze brons na Jade Carey en Vanessa Ferrari, in een exaequo met Mai Murakami. Ze kwam zo op een totaal van 2 individuele Olympische medailles en 2 Olympische teammedailles. 
Op de wereldkampioenschappen van datzelfde jaar werd Melnikova de eerste niet-Amerikaanse die in de meerkampfinale de gouden medaille won in meer dan tien jaar. Voor de eerste keer in haar carrière ging ze door naar de finales van alle onderdelen op een wereldkampioenschap. Op sprong haalde ze brons na Rebeca Andrade en Asia D'Amato, en op vloer haalde ze zilver na Mai Murakami. Op brug werd ze vierde en op balk zevende.
Vanaf het voorjaar van 2022 kon Melnikova niet meer meedoen met competities van de FIG omwille van de sancties van de internationale gymnastiekbond die volgden na de Russische invasie in Oekraïne.

## Resultaten
| Jaar | Plaats                         | Resultaten                                    |
| ---- | ------------------------------ | --------------------------------------------- |
| 2016 | Europees kampioenschap         | team · 5e balk                                |
| 2016 | Olympische Spelen Rio          | team                                          |
| 2017 | Europees kampioenschap         | vloer · 8e sprong                             |
| 2017 | Wereldkampioenschap Montreal   | 16e meerkamp                                  |
| 2018 | Europees kampioenschap         | team · sprong · balk · 6e vloer               |
| 2018 | Wereldkampioenschap Doha       | team · 5e meerkamp · 4e vloer                 |
| 2019 | Europees kampioenschap         | balk · meerkamp · vloer · 5e sprong           |
| 2019 | Wereldkampioenschap Stuttgart  | team · meerkamp · vloer · 4e brug             |
| 2021 | Europees kampioenschap         | brug · meerkamp · vloer · 3e sprong           |
| 2021 | Olympische Spelen Tokio        | team · meerkamp · vloer · 5e sprong · 8e brug |
| 2021 | Wereldkampioenschap Kitakyushu | meerkamp · vloer · sprong · 5e brug · 7e balk |
| 2022 | uitgesloten van FIG-competitie | /                                             |
| 2023 | uitgesloten van FIG-competitie | /                                             |

1928: Agsteribbe, Burgerhof, De Levie, Nordheim, Polak, Simons, Stelma, Van den Berg, Van den Bos, Van der Vegt, Van Randwijk, Van Rumt ·
1936: Bärwirth, Bürger, Frölian, Iby, Meyer, Pöhlsen, Schmitt, Sohnemann ·
1948: Honsová, Kovářová, Misáková, Müllerová, Růžičková, Šilhánová, Srncová, Veřmiřovská ·
1952: Gorochovskaja, Botsjarova, Minaitsjeva, Oerbanovitsj, Danilova, Sjamrai, Dzjoegeli, Kalintsjoek ·
1956: Manina, Latynina, Moeratova, Kalinina, Astachova, Jegorova ·
1960: Moeratova, Latynina, Astachova, Ljoechina, Ivanova, Nikolajeva ·
1964: Latynina, Astachova, Voltsjetskaja, Zamotajlova, Manina, Gromova ·
1968: Koetsjinskaja, Voronina, Petrik, Karasjova, Toerisjtsjeva, Boerda ·
1972: Toerisjtsjeva, Korboet, Lazakovitsj, Boerda, Saadi, Kosjel ·
1976: Filatova, Grozdova, Kim, Korboet, Saadi, Toerisjtsjeva ·
1980: Davydova, Filatova, Kim, Naimoesjina, Sjaposjnikova, Zacharova ·
1984: Szabo, Cutina, Păucă, Grigoraș, Stănuleț, Agache ·
1988: Baitova, Sjevtsjenko, Strazjeva, Lasjtsjenova, Boginskaja, Sjoesjoenova ·
1992: Boginskaja, Lysenko, Galijeva, Goetsoe, Groedneva, Tsjoesovitina ·
1996: Miller, Dawes, Strug, Moceanu, Phelps, Chow, Borden ·
2000: Răducan, Amânar, Olaru, Boboc, Isărescu, Presăcan ·
2004: Ban, Eremia, Ponor, Roșu, Șofronie, Stroescu ·
2008: Yang, Cheng, Jiang, Deng, He, Li ·
2012: Douglas, Maroney, Raisman, Ross, Wieber ·
2016: Biles, Douglas, Hernandez, Kocian, Raisman ·
2020: Achajmova, Listoenova, Melnikova, Oerazova ·
2024: Biles, Carey, Chiles, Lee, Rivera
1934: Vlasta Děkanová ·
1938: Vlasta Děkanová ·
1950: Helena Rakoczy ·
1954: Galina Sjamrai ·
1958: Larissa Latynina ·
1962: Larissa Latynina ·
1966: Věra Čáslavská ·
1970: Ljoedmila Toerisjtsjeva ·
1974: Ljoedmila Toerisjtsjeva ·
1978: Jelena Moechina ·
1979: Nelli Kim ·
1981: Olga Bicherova ·
1983: Natalia Yurchenko ·
1985: Jelena Sjoesjoenova / Oksana Omelianchik ·
1987: Aurelia Dobre ·
1989: Svetlana Boginskaja ·
1991: Kim Zmeskal ·
1993: Shannon Miller ·
1994: Shannon Miller ·
1995: Lilija Podkopajeva ·
1997: Svetlana Chorkina ·
1999: Maria Olaru ·
2001: Svetlana Chorkina ·
2002: Svetlana Chorkina ·
2003: Svetlana Chorkina ·
2005: Chellsie Memmel ·
2006: Vanessa Ferrari ·
2007: Shawn Johnson ·
2009: Bridget Sloan ·
2010: Alia Moestafina ·
2011: Jordyn Wieber ·
2013: Simone Biles ·
2014: Simone Biles ·
2015: Simone Biles ·
2017: Morgan Hurd ·
2018: Simone Biles ·
2019: Simone Biles ·
2021: Angelina Melnikova ·
2022: Rebeca Andrade ·
2023: Simone Biles
1957: Larissa Latynina ·
1959: Polina Astachova ·
1961: Larissa Latynina ·
1963: Mirjana Bilić ·
1965: Věra Čáslavská ·
1967: Věra Čáslavská ·
1969: Olga Karasyova ·
1971: Ljoedmila Toerisjtsjeva ·
1973: Ljoedmila Toerisjtsjeva ·
1975: Nelli Kim ·
1977: Maria Filatova / Elena Mukhina ·
1979: Nadia Comăneci ·
1981: Maxi Gnauck ·
1983: Olga Bicherova / Ecaterina Szabo ·
1985: Jelena Sjoesjoenova ·
1987: Daniela Silivaș ·
1989: Svetlana Boginskaja / Daniela Silivaș ·
1990: Svetlana Boginskaja ·
1992: Gina Gogean ·
1994: Lilija Podkopajeva ·
1996: Lavinia Miloșovici / Lilija Podkopajeva ·
1998: Svetlana Chorkina / Corina Ungureanu ·
2000: Ludivine Furnon ·
2002: Alona Kvasha ·
2004: Cătălina Ponor ·
2005: Isabelle Severino ·
2006: Sandra Izbașa ·
2007: Vanessa Ferrari ·
2008: Sandra Izbașa ·
2009: Beth Tweddle ·
2010: Beth Tweddle ·
2011: Sandra Izbașa ·
2012: Larisa Iordache] ·
2013: Ksenia Afanasjeva ·
2014: Vanessa Ferrari / Larisa Iordache ·
2015: Ksenia Afanasjeva ·
2016: Giulia Steingruber ·
2017: Angelina Melnikova ·
2018: Mélanie de Jesus dos Santos ·
2019: Mélanie de Jesus dos Santos ·
2020: Larisa Iordache ·
2021: Jessica Gadirova ·
2022: Jessica Gadirova ·
2023: Jessica Gadirova ·
2024: Manila Esposito